# Chuck Yeager’s Air Combat
Chuck Yeager’s Air Combat — компьютерная игра в жанре авиасимулятора, выпущенная компанией Electronic Arts в 1991 году. Техническим консультантом выступил американский лётчик-ас Чак Йегер. Игроку предлагается в роли пилота поучаствовать в воздушных боях Второй мировой войны, корейского и вьетнамского конфликтов. От игрока не требуется доскональных знаний настоящих полётов, упор сделан на зрелищные воздушные бои.

## Игровой процесс
Chuck Yeager’s Air Combat представляет собой имитацию воздушного боя: нужно выполнить задание (обычно сбить самолёты противника) и выжить самому. Некоторые миссии начинаются сразу в воздухе и от игрока требуется лишь отыскать свою базу и успешно совершить посадку.
Игра включает в себя три режима: свободный полёт, в котором пользователь садится в выбранный самолёт в невраждебной обстановке; создание миссии, в которой пользователь может указать, какой самолёт ему предстоит пилотировать против определённого количества управляемых искусственным интеллектом самолётов различного уровня сложности; и исторический полёт, в котором пользователь может выбрать одну из трёх войн, в которых ему предстоит полетать: вторая мировая война, корейская война и вьетнамская война.
Миссии основаны на реальных событиях (справа от названия миссий стоит дата реального боя). Имя реального пилота и результат поединка сообщаются игроку, чтобы он мог оценить уровень воздушного боя (хотя это не влияет на общую оценку). Эта особенность отличала игру от других подобных игр того времени и повлияла на дальнейшее развитие более поздних авиасимуляторов.

## Отзывы
Журнал Computer Gaming World отметил, что графика и игровые модели Chuck Yeager’s Air Combat произвели впечатление на пилота времён вьетнамской войны, и предположил, что игра будет «популярна как среди ветеранов лётных симуляторов, так и среди новичков».
В 1998 году журнал PC Gamer поставил игру на 23-е место в списке лучших когда-либо выпущенных компьютерных игр, при этом назвав её «классикой» и «золотым хитом».